# Rigoberto Trujillo
Rigoberto Trujillo (21 de diciembre de 1978) es un deportista cubano que compitió en judo. Ganó una medalla en los Juegos Panamericanos de 2003 y cinco medallas en el Campeonato Panamericano de Judo entre los años 1999 y 2004.

## Palmarés internacional
| Juegos Panamericanos    | Juegos Panamericanos            | Juegos Panamericanos | Juegos Panamericanos |
| Año                     | Lugar                           | Medalla              | Categoría            |
| ----------------------- | ------------------------------- | -------------------- | -------------------- |
| 2003                    | Santo Domingo (Rep. Dominicana) | Medalla de bronce    | +100 kg              |
| Campeonato Panamericano |                                 |                      |                      |
| Año                     | Lugar                           | Medalla              | Categoría            |
| 1999                    | Montevideo (Uruguay)            | Medalla de bronce    | +100 kg              |
| 2002                    | Santo Domingo (Rep. Dominicana) | Medalla de plata     | +100 kg              |
| 2002                    | Santo Domingo (Rep. Dominicana) | Medalla de plata     | Abierta              |
| 2004                    | Isla de Margarita (Venezuela)   | Medalla de bronce    | +100 kg              |
| 2004                    | Isla de Margarita (Venezuela)   | Medalla de bronce    | Abierta              |